# Terre de Palmer
Pour les articles homonymes, voir Palmer.
La terre de Palmer (71° 30′ S, 65° 00′ O) est une région géographique de la péninsule Antarctique qui se trouve au sud d'une ligne reliant le cap Jeremy (en) au cap Agassiz (en).
Son nom lui a été donné en l’honneur du capitaine Nathaniel Palmer, navigateur et chasseur de phoques américain qui a exploré la zone de la péninsule Antarctique au sud de l’île de la Déception à bord du Hero en novembre 1820.
Après quelque confusion entre les noms donnés respectivement par les Britanniques, « terre de Graham » et les Américains, « terre de Palmer », un accord est intervenu en 1964 entre l’UK-APC britannique et l’Advisory Committee on Antarctic Names américain, donnant le nom de péninsule Antarctique à l'ensemble de  la péninsule, et les noms de « terre de Graham » et « terre de Palmer » à ses parties Nord et Sud.

## Relief

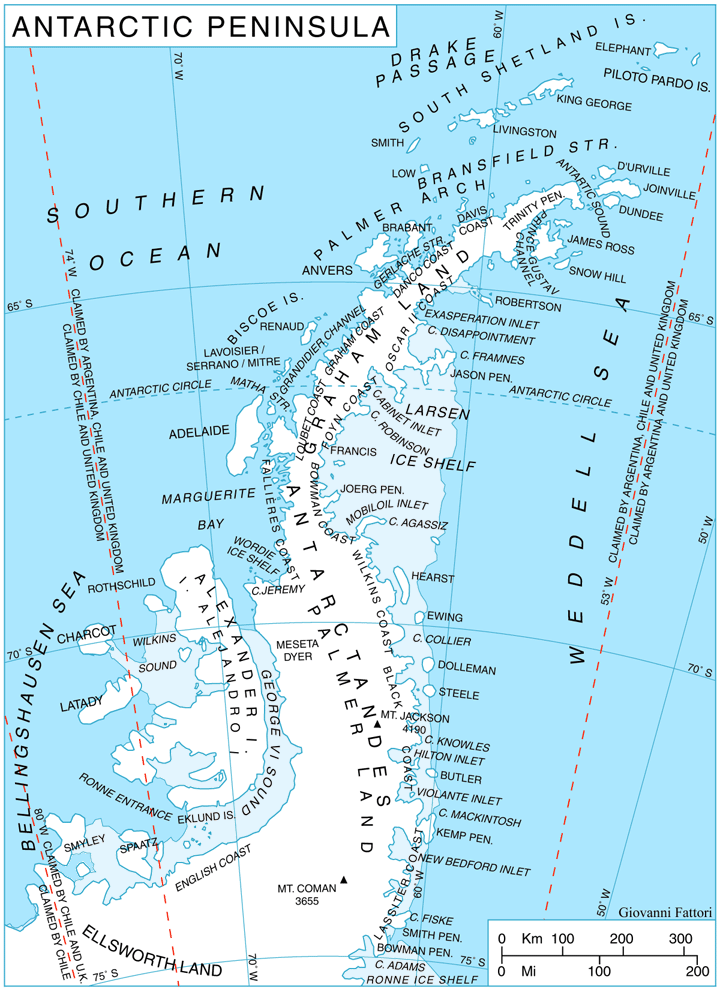
Carte de la péninsule Antarctique.

La terre de Palmer est parcourue, comme la terre de Graham, par les Antarctandes (cordillère de la péninsule antarctique), considérée par certains géographes comme le prolongement de la cordillère des Andes.
Le point culminant de la terre de Palmer est le mont Hope (3 239 m)devant le mont Jackson (3184 m) et le Mont Coman (es) (2658 m).